# 张勇 (足球运动员)
张勇（1975年1月6日—），男，上海人，中国前足球运动员。

## 生平
张勇早年效力于上海申花，虽然司职前锋，但是却以拼抢积极而著称，在上海有“跑不死”、“拼命”的称号，是前锋线的“工兵”。他的拼搏精神尤其得到主帅徐根宝的赏识，因与球队其他几位攻击手如谢晖、祁宏等风格迥异，曾在很多场次或场合中作为奇兵出场。不过相应的他作为前锋的进球率也低得惊人，为申花出战了一百多场比赛只攻入过五球。
2002年，张勇转会深圳健力宝，但是不久后不幸重伤，此后连续两次进行右膝盖十字韧带手术，失去在球队的一席之地。2004年他返回上海，加盟当时还是乙级队的上海九城，并且为球队最终升入甲级做出了贡献。2005年底，张勇曾与俱乐部因薪酬问题发生纠纷，张勇不服劳动仲裁结果，向上海市静安区人民法院提起诉讼，2006年7月13日，上海市静安区人民法院就原上海联城足球俱乐部副总经理兼球员张勇诉上海联城足球俱乐部拖欠其薪金一案，当庭作出了一审判决：上海联城足球俱乐部应给付张勇在2004年乙级足球联赛中的奖金人民币10万元整。此案经上诉，于2006年11月由上海市第二中级人民法院调解，双方律师透露张勇和联城俱乐部之间劳资误会的主要根源在于中国足协的“限薪令”，国内某些俱乐部在和球员签订统一格式的《工作合同》外，还会签署一份第二合同，事实上联城俱乐部“拖欠张勇工资、奖金”的说法并不存在。
退役后的张勇与老队友申思、祁宏等组建了幸运星青少年足球俱乐部，培养下一代足球人才。